# Castel Viscardo
Castel Viscardo ist eine italienische Gemeinde mit 2648 Einwohnern (Stand 31. Dezember 2023) in der Provinz Terni in der Region Umbrien.

## Geografie

Lage der Gemeinde in der Provinz Terni

Die Gemeinde erstreckt sich über rund 26 km². Sie liegt etwa 60 km südwestlich der Regionalhauptstadt Perugia und rund 35 km nordwestlich der Provinzhauptstadt Terni am Fluss Paglia und an der Grenze zum Latium nördlich des Bolsenasee in der klimatischen Einordnung italienischer Gemeinden in der Zone E, 2287 GR/G. Sie gehört zur Comunità montana Monte Peglia e Selva di Meana.
Zu den Ortsteilen gehören Le Prese (161 m, ca. 00 Einwohner), Monterubiaglio, Pianlungo (171 m, ca. 820 Einwohner) und Viceno (489 m, ca. 280 Einwohner).
Die Nachbargemeinden sind Acquapendente (VT), Allerona, Castel Giorgio und Orvieto.

## Geschichte
Im 14. Jahrhundert wurde das Castello di Madonna errichtet, der spätere Ort entwickelte sich um diese Burg herum. Erste Herren waren die Monaldeschi aus Orvieto, danach erreichten die Spada die Herrschaft über den Ort, später dann die Grafen von Montevecchio. Der vorher als selbständige Comune wirkende Ortsteil Monterubiaglio wurde 1879 dem Gemeindegebiet angegliedert.

## Sehenswürdigkeiten
- Santissima Annunziata, auch Chiesa parrocchiale genannt, eine Kirche aus dem 17. Jahrhundert (1682 fertiggestellt), errichtet von Giuseppe Brusato Arcucci. Sie enthält Werke von Carlo Maratta und das Gemälde Santissima Annunziata (Hochaltar, 1683) von Niccolò Tornioli.[4]
- Sant’Antonio da Padova, Kirche kurz außerhalb und östlich des Ortskerns. Sie entstand 1650 und wurde 1657 geweiht. In den 1970ern wurde sie restauriert.[5]
- Chiesa del Santissimo Crocifisso, 1724 fertiggestellte Kirche.[6]
- Castello di Madonna, auch Castello di Madonna Antonia, erstmals 1350 erwähnte Burg.[7]
- Sant’Antonio Abate, Kirche in Monterubiaglio
- Chiesa del Crocifisso, Kirche in Monterubiaglio
- Castello di Monterubiaglio, Burg in Monterubiaglio
- San Nicola, von 1970 bis 1972 entstandene Kirche im Ortsteil Viceno, die die ältere Kirche von 1602 ersetzte. Diese wurde im Zweiten Weltkrieg beschädigt und in den 1950ern vom Bischof von Orvieto, Francesco Piero (1902–1961), wieder eröffnet.[8]

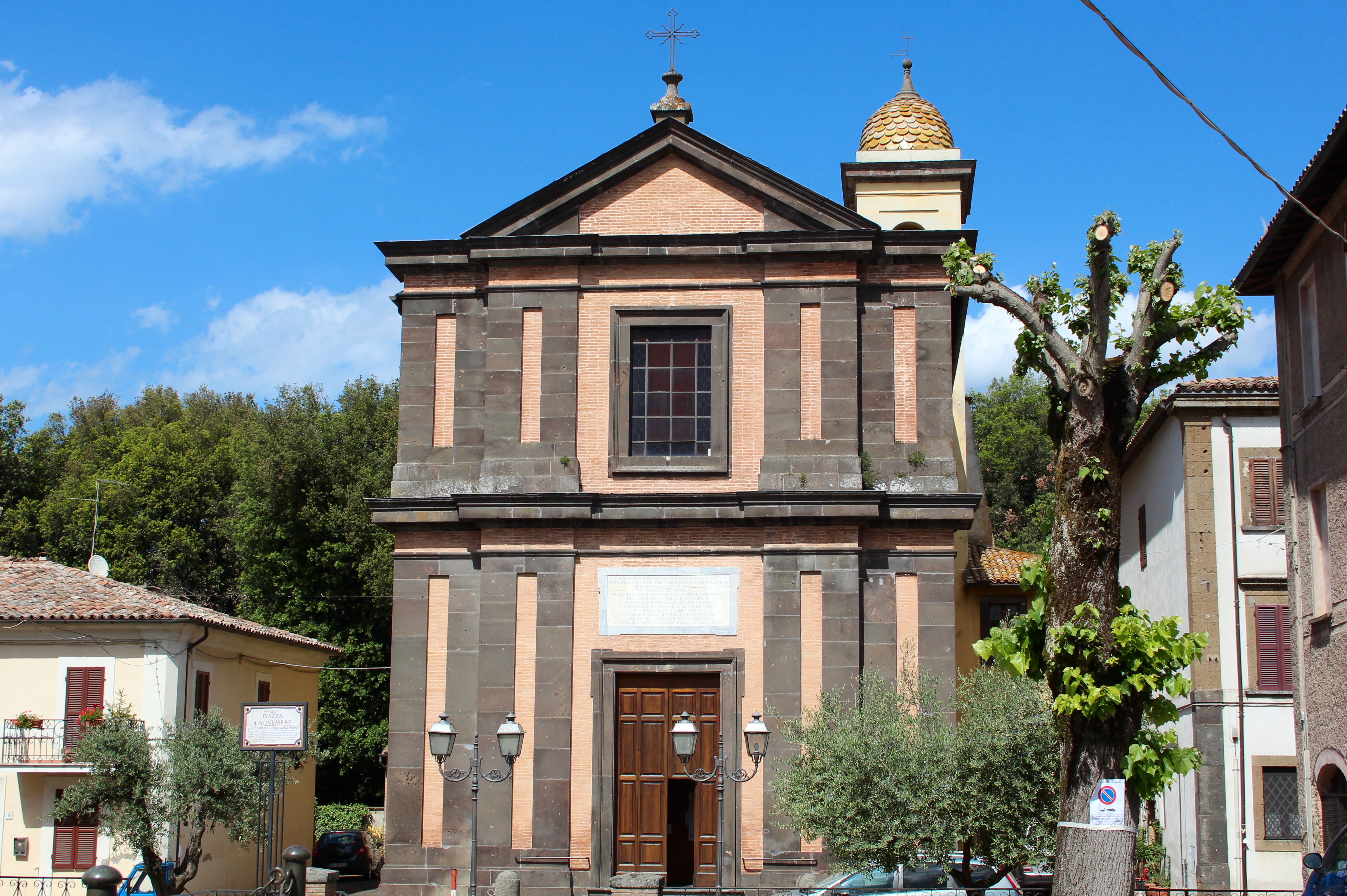
Die Kirche der Santissima Annunziata
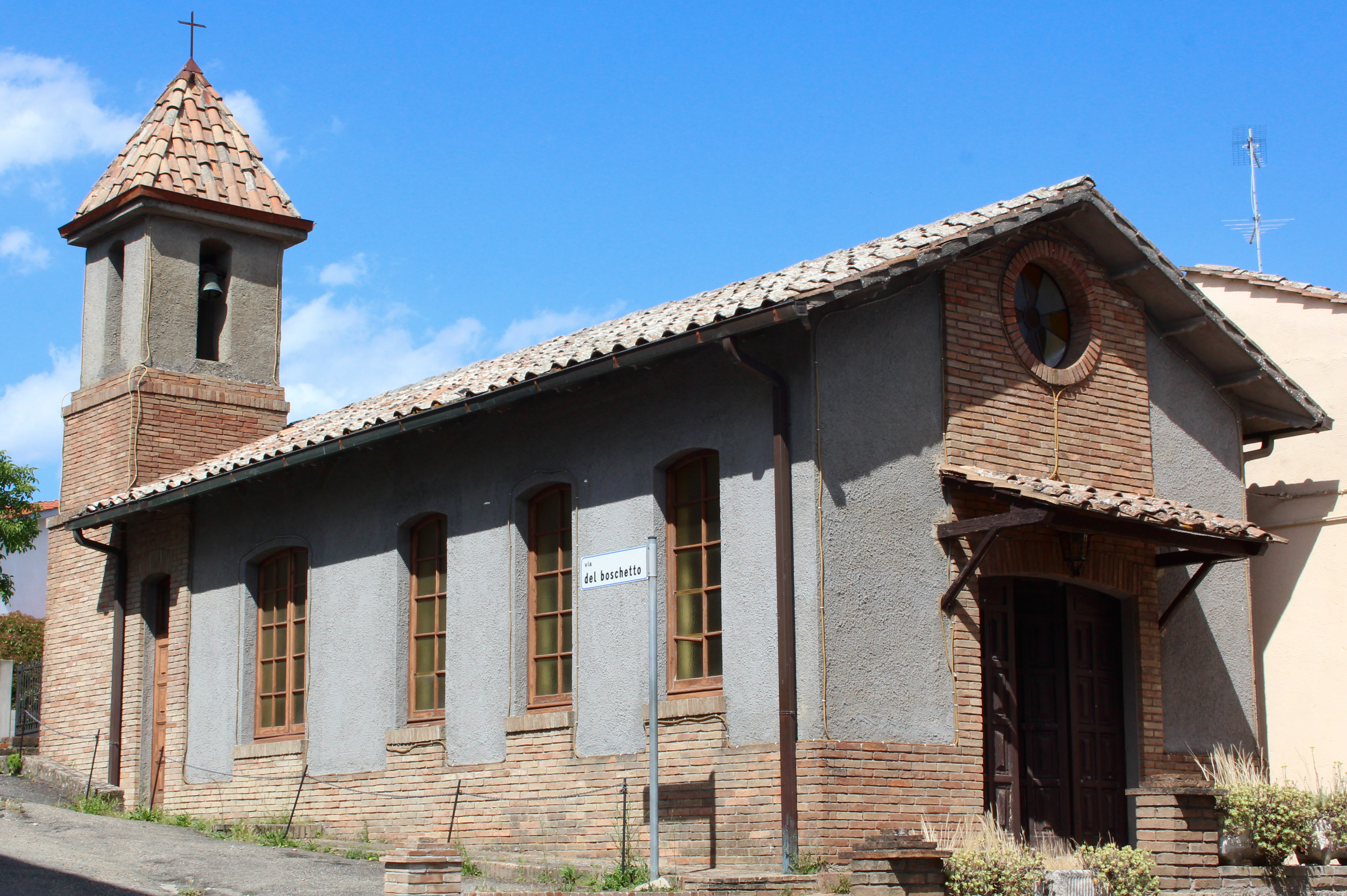
Die Kirche Sant’Antonio da Padova
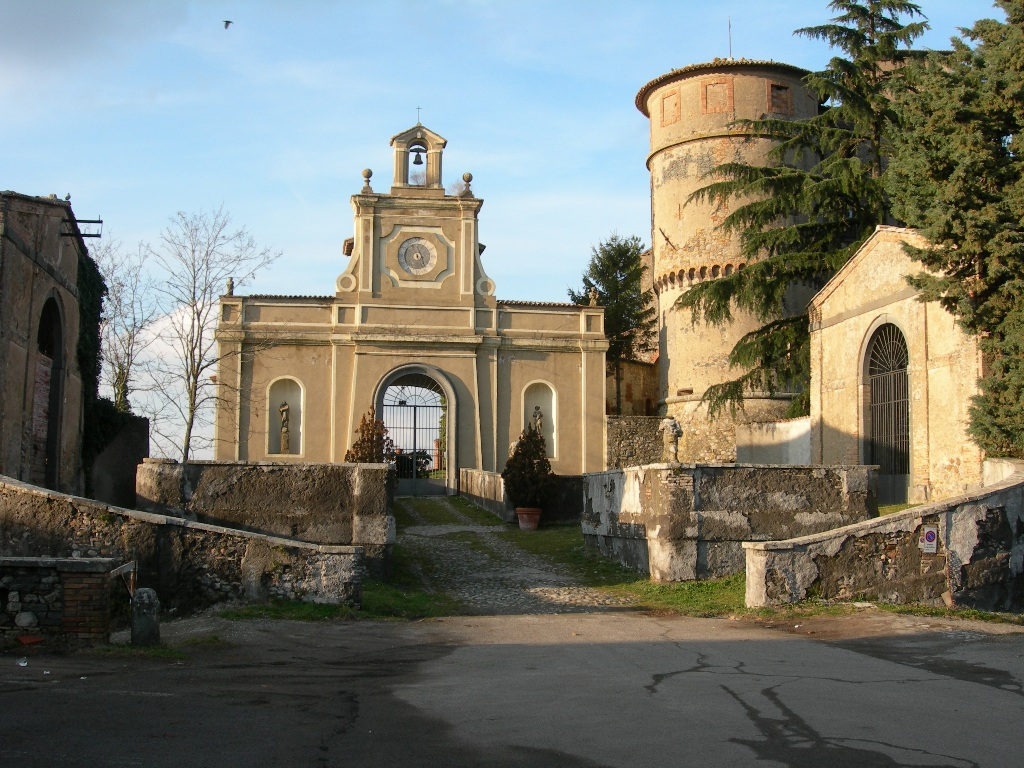
Einfahrt zum Castello di Madonna
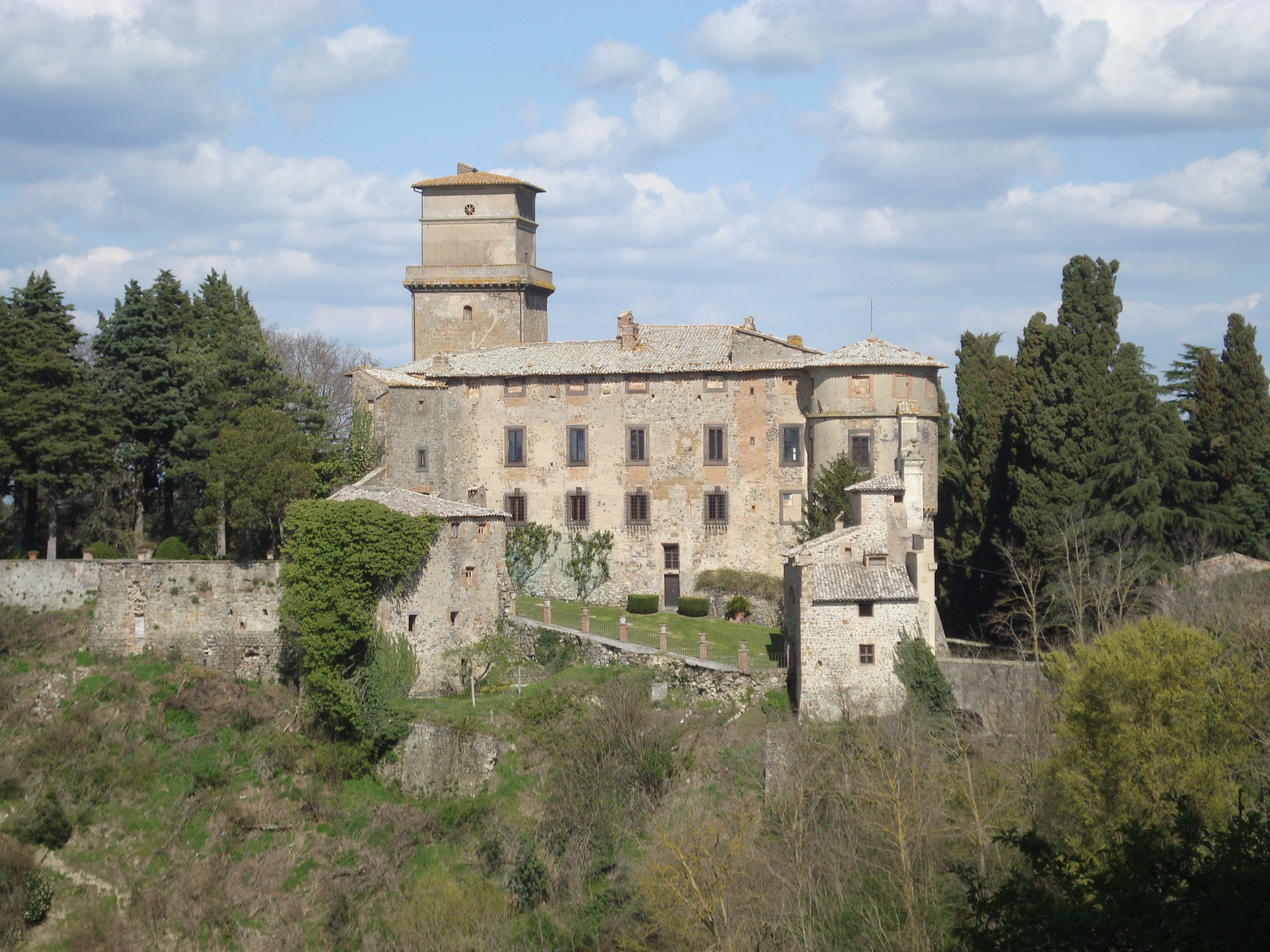
Das Castello di Madonna